# Daniel Congré
Daniel Congré (Toulouse, 5 de abril de 1985) é um futebolista profissional francês que atua como defensor.

## Carreira

### Toulouse
Daniel Congré começou em 1996 nas categorias de base do Toulouse. Se profissional e atuou no clube natal, entre 2004 e 2012. No clube teve mais de 200 presenças e quatro gols oficiais.

### França Sub-21
Congré, atuou pela seleção Francesa sub-21, durante os anos de 2004 á 2007.

### Montpellier
Em 21 de Junho de 2012, chegou ao acordo com o clube do sul da França, e se transferiu no verão europeu de 2012. 